# Carlesia sinensis
Carlesia es un género monotípico de plantas herbáceas perteneciente a la familia de las apiáceas.  Su única especie Carlesia sinensis, es originaria de Asia.

## Descripción
Es una hierba perenne que alcanza un tamaño de 10-30 cm de altura. Con raíces de 8-15 mm de espesor. Pecíolos basales 2.5-8.5 cm, hoja 2.5-7 × 1-3.5 cm: últimos segmentos lineales, 4-10 ×  1 mm. Hojas superiores reducidas. Las inflorescencias en forma de umbelas de 1.8-4 cm de ancho; pedúnculos 1.5-8 cm, brácteas 5-8 ×  1 mm, rayos 7-12 (-20), 1-3 cm; bractéolas 2-5 mm; umbelules muchas flores; pedicelos de 2-3 mm. Cáliz dientes 0.6-1 × 0.2-0.5 mm, envés pubescente. Fruto de 1,3 x 0,8 mm. Fl. y fr. Julio-septiembre.

## Distribución y hábitat
Se encuentra en las laderas secas de montaña, en grietas en las rocas; a una altitud de 300-1000 metros en Liaoning (Zhuanghe), Shandong (Muping, Weihai, Yantai) en China y en Corea.

## Taxonomía
Carlesia sinensis fue descrita por Stephen Troyte Dunn y publicado en Hooker's Icones Plantarum 28: , pl. 2739. 1902.
- Cuminum sinensis (Dunn) M.Hiroe[3]